# Possidente (frazione di Avigliano)
Possidente (Pëssërëndë in dialetto aviglianese) è una frazione di Avigliano, in provincia di Potenza, che conta 717 abitanti (2018). Possidente è nota per lo sviluppo lineare, attraverso la presenza delle principali attività commerciali e zone di interesse, situate lungo la Strada Statale 93 Appulo Lucana al chilometro 106, la strada statale prede il nome di Via Nazionale (in dialetto aviglianese "Via Nova"), secondo la toponomastica locale. 
La caratteristica urbanistica della frazione di Possidente è quella di avere 4 "rioni": rispettivamente via Parco D'Isca, via Torretta, via Bufolaria e via Canarra, che precedentemente erano 4 differenti sub-frazioni del comune di Avigliano che ora confluiscono all'interno della popolazione di Possidente.
I principali luoghi d'interesse sociale e culturale sono la Chiesa del Sacro Cuore di Gesù, la piazza Massimo Troisi, il parchetto adiacente la Fontana del Carpine, lo stadio comunale e la Stazione di Possidente.

## Geografia fisica

### Geografia fisica
Possidente sorge a 791 metri di altezza sul livello del mare. In alcuni punti panoramici del borgo è possibile scorgere il Castello di Lagopesole e il Monte Vulture posti in prospettiva sulla stessa lunghezza d'aria.
La frazione è circondata da una folta vegetazione boschiva costituita prevalentemente da alberi di cerro, castagni e querce ed è attraversata da un affluente del fiume Bradano che è stato coperto da cemento armato da Via Nazionale fino a via Garibaldi, confluisce, poi, nella valle di Possidente (Rione Parco d'Isca) nel fiume Bradano.

### Clima
Il clima del territorio del comune di Avigliano è tipicamente continentale. Gli inverni sono freddi e caratterizzati da copiose precipitazioni nevose. Il periodo estivo gode di temperature miti.

## Storia

### Origini della frazione
L'origine del nome della frazione deriva dal cognome della prima famiglia insediatasi nella metà del XVIII secolo. La famiglia Possidente era originaria delle campagne di Viterbo e sembrerebbe essere fuggita a causa dell'adesione alle idee dell'Illuminismo. La famiglia Possidente, come rende noto Rocco Donato Possidente - autore del libro Possidente Racconta - sembrerebbe aver partecipato alla congiura contro Papa Clemente XIII. 
Il capofamiglia Domenico Possidente (nato nel 1738 e morto il 6 agosto del 1793), costretto dalle circostanze antilluministe del papato, fugge con la propria famiglia e raggiunge il figlio Federico, frate presso Chiesa e convento di Santa Maria del Sepolcro a Potenza appartenente all'Ordine dei frati minori.
Il monaco Federico Possidente, indica al padre e al resto della famiglia di rifugiarsi nelle campagne intorno il Castello di Lagopesole in una località denominata Ciuffetta sul versante sud dell'altura di Montalto (938 m s.l.m.), nei pressi delle frazioni Montemarcone e Sassano. Dopo breve tempo, sono costretti a spostarsi da questa località a causa della scarsità di acqua sorgiva e della presenza folti boschi in cui si pratica il pascolo allo stato brado. La famiglia Possidente si sposta, quindi, più a valle dove nel sito dell'attuale frazione omonima che in dialetto era chiamata Chianë russë, che significa falsopiano rosso, colore attribuito alla fioritura dei papaveri che ricoprivano la zona pianeggiante..
Dal Bullettino delle ordinanze de' commissari de' demani ex feudali e comunali nelle province dei RR.DD: al di qua del faro stampato a Napoli nel 1859 dalla tipografia Trani, si evidenzia la presenza della famiglia Possidente con la precisazione circa i possedimenti terrieri dei fratelli Vincenzo e Canio Possidente, figli di Domenico (il capostipite) e nipoti del monaco Federico.

### Genealogia famiglia Possidente
Domenico Possidente (nato nel 1738 e morto il 6 agosto del 1793) ebbe due figli: Vincenzo e Canio.
Vincenzo Possidente, nato nel 1765, sposa Marta Petrullo originaria di Salvitelle (SA) da cui ha quattro figli: Domenico (1786), Maria Giovanna (1792), Maria Rosa (1793) e Rosa Maria (1800).
Canio, fratello di Vincenzo, nato nel 1763, si sposa con Vita Crescenza Bochicchio di Avigliano, da cui genera 8 figli: Domenico Francesco Antonio (1785), Maria Giovanna (1788), Anna Rosa Carmela (1790), Francesco Antonio Vincenzo (1792), Rosa Maria (1795), Vincenzo (1798), Donatantonio (1800) e Alicandra (1804). 

#### Stirpe dei rossi
Dal matrimonio Domenico Possidente (1786) - nipote del capostipite e figlio di Vincenzo -  e Rosa Maria Galasso (1787, di Avigliano), nascono 10 figli. Prende origine la "stirpe dei rossi" chiamata così a causa del colore dei capelli trasmesso per via materna: Crescenza (1809), Donatantonio (1812), Vincenzo (1815), Rocco (1816), Beatrice (1817), Carminella (1818), Vito (1820) avo dell'autore del libro "Possidente Racconta" - Rocco Donato Possidente (1950), Maria Antonia (1821), Andrea (1823) e Beatrice (1824).

#### Stirpe dei neri
Da Francesco Antonio Vincenzo (1792), figlio di Canio, che sposa la cugina Maria Giovanna (1792),  figlia di Vincenzo Possidente (1765) e Marta Petrullo, continua la "stirpe dei neri" chiamata così a causa del colore dei capelli originario della famiglia Possidente, ma il connubio tra cugini fa prevalere il carattere recessivo dei capelli rossi che diventano la maggioranza anche nella famiglia de "neri".

### Diffusione del cognome e soprannomi
Il cognome tipico della frazione è Possidente , però nel corso del XIX secolo le discendenti della famiglia dei Possidente appartenenti sia alla stirpe dei "rossi" che dei "neri" si sposano con i Coviello della frazione di Miracolo, i Coviello della frazione di Montalto, i Claps di Avigliano e i Verrastro della frazione di San Giorgio di Pietragalla. 
Quindi i possedimenti terrieri della famiglia Possidente vengono ereditati dalle altre famiglie sopracitate come doti delle discendenti Possidente: è così che si diffondono gli altri cognomi nella frazione. 
Altri cognomi che si trovano nella frazione di Possidente, invece, derivano da adozioni fatte dalle famiglie possidentesi come Aristotele e Possidente Del Monte (adottati dai Possidente Dimaronna), Folinea (adottati dai Coviello Pëcheʃë). Quest'ultima famiglia ha adottato i Folinea poiché i due figli della famiglia Coviello erano espatriati negli Stati Uniti d'America.
Per distinguere le varie famiglie con cognomi simili, si usavano e si usano ancora oggi i soprannomi originari dei prinicipali ceppi delle famiglie originarie della frazione:
- Possidente "Neri": Giacchinë, Ziloffë, Canicchjë, Burzillë, Boffë, Coscie, Riccië, Luonghë e Zia Maria.
- Possidente "Rossi": Dimaronna, ʃumpisi, Ronnicola, Nëdërëluzzë, Capuzzë, Giubbone, Ciccottë, Frisʃkulë, Mengauiurë, Ammarossa, Parò, Scazzetta, Biasë, Cuʃë, Caʃëbangë, Maometto, Bënërëttë, Lu Maestrë, Mandavecchia, Pagliarë.
- Coviello: Monteforte, Cavallë, ʃpiniellë, Caracaɲonë, Pëcheʃë, Criulë, Paʃcalʃë, Nëgëlormë, Rucuettë, Trionfë, Cuppulinë, Sargendë, Calabrese, Plimmë.
- Verrastro: Cërrutë.
- Claps: Foglia, Sapione.

## Luoghi di principale interesse

### Piazza Massimo Troisi

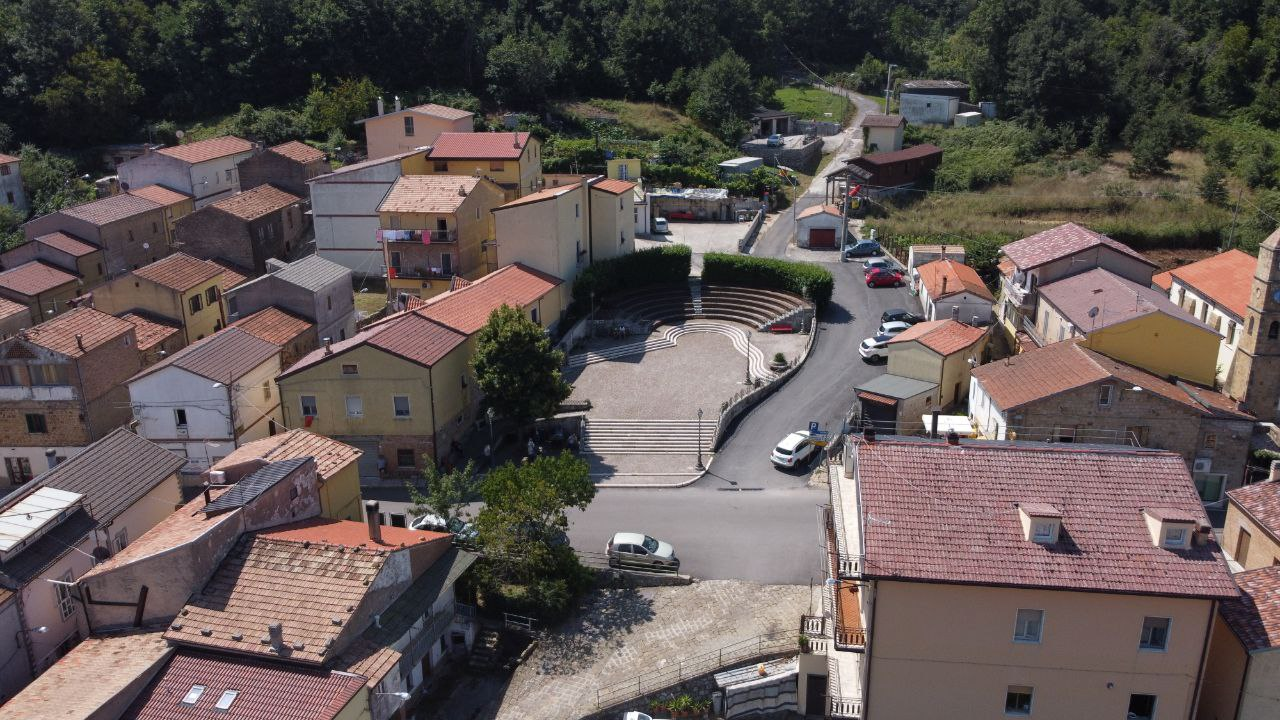
Panoramica della Via Nazionale

La piazza di Possidente presenta la caratteristica di avere delle gradonate in ferro ricoperte con sedili in legno a forma di anfiteatro: ha due ingressi principali la gradonata in marmo biancoe la passerella dal livello strada) e due uscite (strada di collegamento per Via Canarra e gradinata in ferro a metà anfiteatro). Sulla sinistra della piazza è posta un busto in ferro con il viso di Massimo Troisi a cui è intitolata la piazza e da venerdì 2 settembre 2022 è presente una piccola biblioteca di comunità in uno dei due terrazzini sopraelvati, inaugurata dal gruppo Elios Donne. https://www.potenzanews.net/avigliano-in-questa-zona-nasce-una-biblioteca-di-comunita-ecco-la-bella-iniziativa/

### Chiesa Sacro Cuore di Gesù

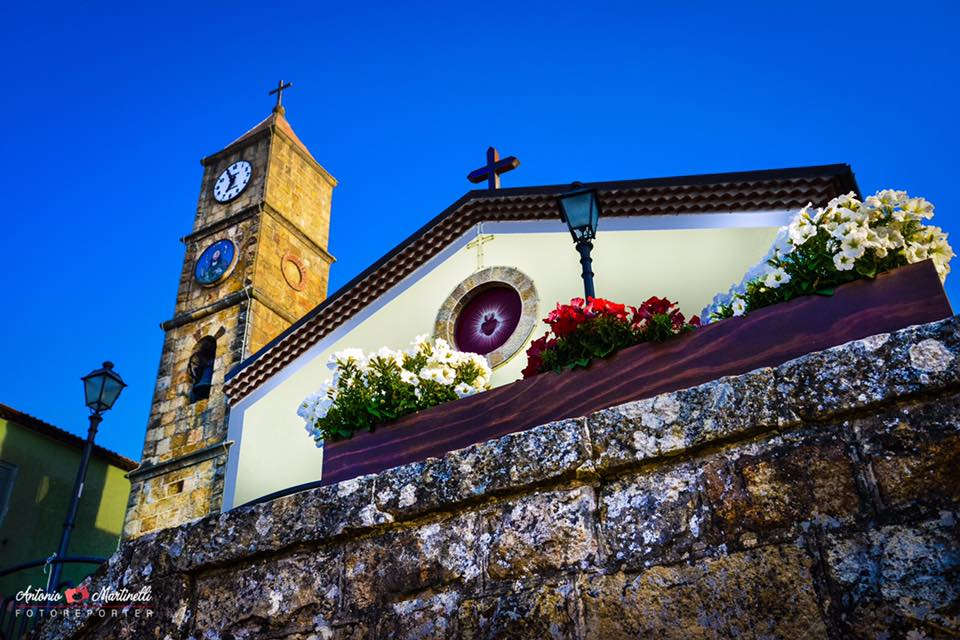
Chiesa del Sacro Cuore di Gesù

La Chiesa del Sacro Cuore di Gesù di Possidente sorge sulla  SS93, dove a livello strada si eleva una duplice caratteristica rampa di scalini in pietra arenaria, in bugnato, che conduce alla parrocchia dell'Arcidiocesi di Potenza-Muro Lucano-Marsico Nuovo di cui è parroco Giovanni Edoor Vinod dal padre.. 
La cappella presenta un'unica navata, dietro l'altare, sono presenti tre nicchie; una centrale più grande dove è collocata, su mensola, la statua del Sacro Cuore e due laterali più piccole dove si trovano le statue della Madonna del Carmine con Gesù Bambino e di S. Vito Martire, tutte di artigianato napoletano di inizio '900. A destra dell'ingresso, invece, è collocata su mensola la statua di S. Pietro di medesima fattura.. 

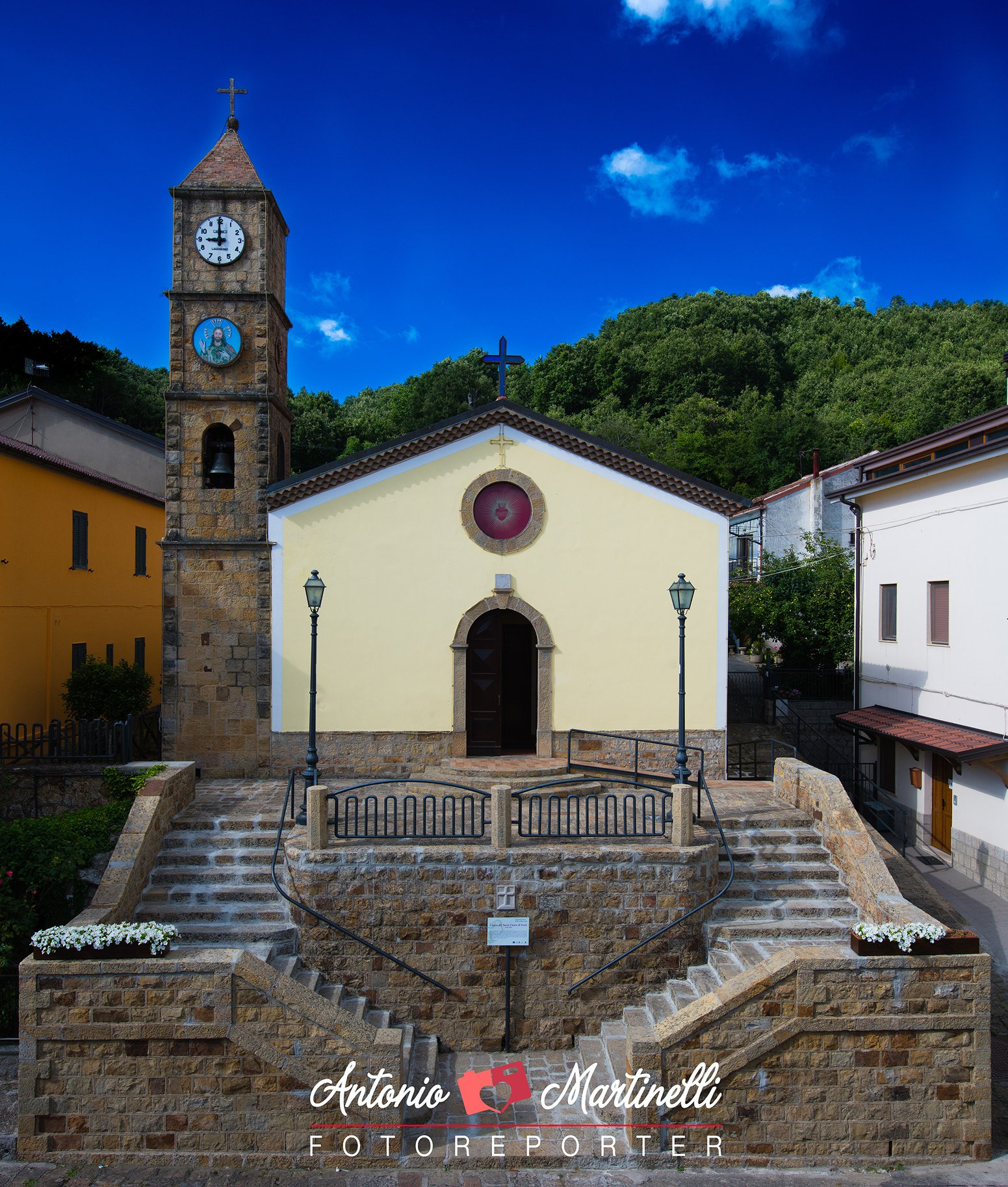
Chiesa del Sacro Cuore di Gesù, fronte e scalinata

La chiesa si presenta all'esterno con una facciata sobria caratterizzata dalla presenza di un portale in pietra e nella parte superiore una finestra circolare che dal 2018 rappresenta l'effige del Sacro Cuore posto in un vetro rosso all'interno del rosone. Al suo interno un'unica navata divisa in tre campate da tre contrafforti su entrambe le pareti laterali. Le tre campate sono delimitate da archi a tutto sesto, poggianti sugli stessi contrafforti, che sostengono la copertura. 
Sulla parete di fondo sono presenti tre nicchie, una centrale più grande e due laterali più piccole, che ospitano delle statue in legno. La chiesa è illuminata da tre ampie finestre per lato. Sull'ingresso è presente una cantoria in struttura muraria. Esternamente sul lato ovest trova collocazione il campanile con un livello di finestre monofore su quattro lati..
Intorno al 1916 ad opera dei maestri Samela di Avigliano la prima cappella venne edificata e poi successivamente consolidata attraverso due rampe di scale, messe a puntello della facciata con la costruzione del campanile e in sei contrafforti alle pareti laterali con sottomurazione alle fondamenta, portate fino a livello di strada. Viene aperta ufficialmente il 29 giugno 1916.. 

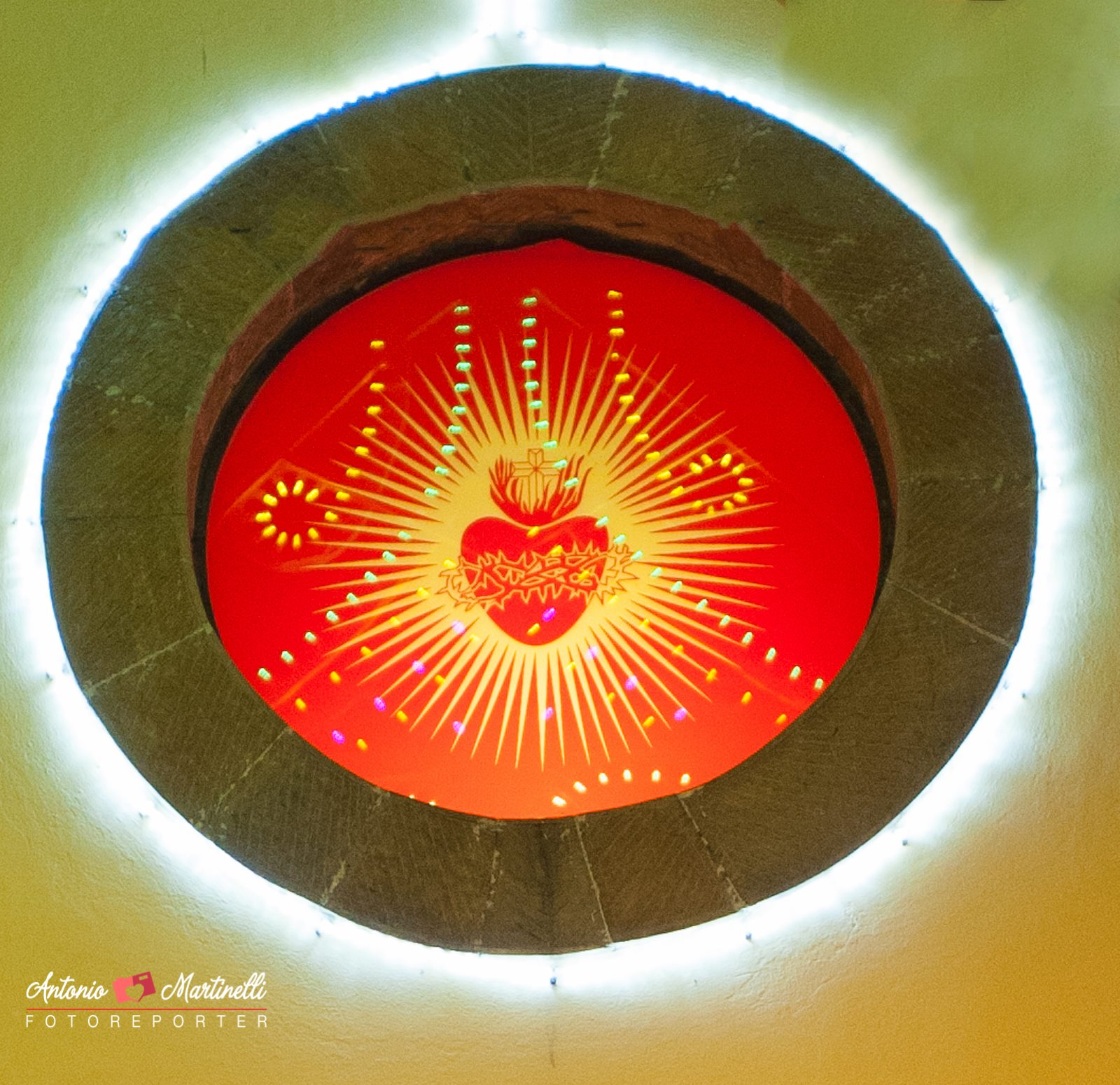
Rosone della Chiesa del Sacro Cuore di Gesù

Nel 1956, con bolla del 1º gennaio, l'antica Vicaria Perpetua, eretta da Mons. Ignazio Monterisi nel 1905, dietro le insistenze degli abitanti della zona rurale della parrocchia di Avigliano, residenti nelle borgate di Possidente, Frusci e Sant'Angelo, fu elevata da Mons. Augusto Bertazzoni a parrocchia con sede nella Chiesa di Possidente, avendo come titolare il Sacro Cuore di Gesù, con giurisdizione sulle seguenti frazioni: Possidente - Bufalaria Sarnelli Casello -Torretta - Canarra - Canestrelle - Marciello - Masciangelo - Paoladoce Tuoppo - Sant'Angelo - Badia Sant'Angelo - Giardiniera Superiore ed Inferiore - Lazzi e Spilli - Limitone - Mezzo Miero - Nardella Patacca - Pilonzo, con una popolazione pari a 2.437 abitanti..
Nel 1958 la Chiesa fu ampliata ed allungata: nella parte superiore furono ricavati un presbiterio più ampio con altare in marmo e due vani adibiti rispettivamente a sacrestia e ad ufficio parrocchiale con servizi annessi, con entrata all'esterno della chiesa; furono inoltre demoliti gli altari laterali allo scopo di creare più spazio nella navata sistemando le relative statue di San Vito Martire - patrono di Avigliano - e della Madonna del Carmine. 

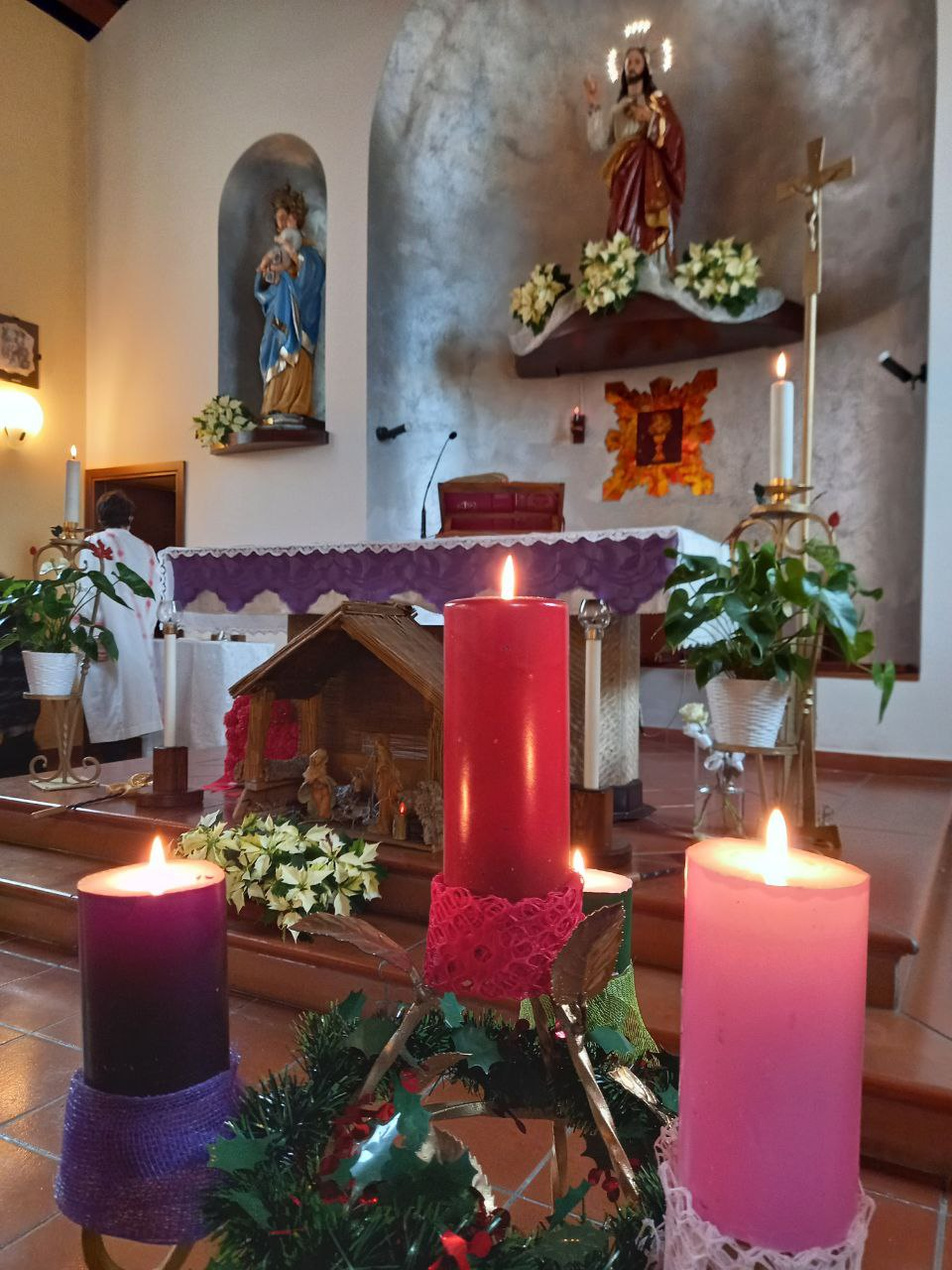
Presbiterio della Chiesa del Sacro Cuore di Gesù

A seguito del terremoto del 1980 la chiesa subisce una serie di danni che richiedono lavori di ristrutturazione e restauro, lavori terminati nel 1995 con la riapertura della chiesa. Con il restauro vengono realizzati un altare e un ambone in pietra lavorata e sede della presidenza in legno; completa il presbiterio un fonte battesimale anch'esso in pietra lavorata. La custodia eucaristica è costituita da un tabernacolo posto nella muratura di forma raggiante in vetro soffiato, alle spalle dell'altare..

## Infrastrutture e trasporti
La stazione ferroviaria di Possidente (linea Potenza-Melfi-Foggia) si trova in viale della Libertà.
La frazione è servita anche da una superstrada che collega Potenza alla Superstrada Bradanica presso Melfi.

## Sport
La principale società sportiva locale è l'A.S.D Sport Club Possidente 1968. Dal suo esordio ufficiale ha ininterrottamente militato nei campionati di calcio organizzati dal comitato regionale Basilicata. Da ricordare la partecipazione al campionato di Promozione - Girone A nella stagione calcistica 2028/2019. Nel 2018 la società calcistica è stata insignita del diploma di benemerenza per i 50 anni di calcio dalla FIGC.
La squadra gioca le partite casalinghe nello stadio comunale di Possidente. I colori sociali sono il bianco e il blu.